# Wampiraci
Wampiraci (ang. Vampirates) – seria książek autorstwa Justina Sompera. Główni bohaterowie to Grace i Connor Tempest, którzy po śmierci ojca wypływają na morze. Tam, rozdzieleni przez sztorm trafiają na dwa statki. Grace na statek wampirów, a Connor na statek piracki. 

## Seria
- Wampiraci: Demony oceanu (Vampirates: Demons of the Ocean, 2005)
- Wampiraci: Martwa głębia
- Wampiraci: Fala terroru (Vampirates: Tide of Terror, 2006)
- Wampiraci: Krwawy kapitan (Vampirates: Blood Captain, 2007)
- Wampiraci: Czarne serce (Vampirates: Black Heart, 2009)
- Wampiraci: Imperium nocy (Empire of Night, 2010)
- Wampiraci: Wojna nieśmiertelnych (Immortal war, 2011)

## Dodatkowe opowiadania
- Wampiraci: Martwa Głębia (Vampirates: Dead Deep, 2007)